# Síndrome del choque tóxico
El síndrome del choque tóxico (TSS, siglas en inglés de Toxic shock syndrome), también síndrome del shock tóxico, es un trastorno poco frecuente provocado por una toxina bacteriana. Posee consecuencias fatales, y puede reaparecer en aquellas personas que sobreviven. Como posible causa existen diferentes bacterias, según el caso. Entre las más comunes, se encuentran el Staphylococcus aureus y  Streptococcus pyogenes.
El término síndrome del choque tóxico fue utilizado por primera vez en 1978 por el pediatra estadounidense J. K. Todd para describir una infección por estafilococo en tres niños y cuatro niñas de entre 8 y 17 años. A pesar de que el Staphylococcus aureus fue aislado de los tejidos mucosos de los pacientes, las bacterias no se pudieron aislar ni de la sangre, ni del líquido cefalorraquídeo, ni de la orina, potenciando la sospecha de que se trataba de una toxina. Los autores del estudio observaron que se habían reportado casos de infecciones por estafilococo similares desde 1927. Sin embargo no supieron ver en aquel momento la conexión entre el uso de tampones y la enfermedad, a pesar de que tres de las niñas que tenían la menstruación en el momento de desarrollarse la enfermedad utilizaban tampones.

## Sintomatología y diagnóstico
Los síntomas del síndrome del choque tóxico varían de acuerdo a la causa subyacente. El síndrome de choque tóxico causado por Staphylococcus aureus tiene como síntomas principales: fiebre alta, presión sanguínea baja, malestar y confusión, que puede derivar al tiempo en estupor, coma y disfunción orgánica múltiple. Según los criterios difundidos por el CDC en 2011, hay cinco hallazgos clínicos en un caso confirmado del TSS que son:
1. Fiebre de >38.9 °C (102.0 °F)
2. Erupción eritrodermatosa
3. Descamación 1-2 semanas tras la aparición de la erupción
4. Hipotensión de <90 mmHg sistólica o de <5%til en pacientes pediátricos
5. Disfunción multiorgánica (con 3 o más de los siguientes):
  - Vómito o diarrea
  - Mialgia severa o un nivel de creatina quinasa elevado
  - Insuficiencia renal, con un nivel de creatina elevado o piuria
  - Hiperemia de las membranas mucosas (vaginal, orofaríngea, conjuntiva)
  - Enzimas hepáticas elevadas o un nivel de bilirrubina elevado
  - Trombocitopenia
  - Cambios neurológicos, incluyendo desorientación y pérdida de conocimiento

## Causas
La infección puede producirse por vía cutánea (por ejemplo, cortes, quemaduras o cirugía), vaginal, o faríngea. No obstante, la mayoría de individuos expuestos a cepas de Staphylococcus aureus y Streptococcus pyogenes no desarrollan el síndrome del choque tóxico. Una de las razones es que la gran mayoría de la población posee anticuerpos que proporcionan inmunidad a las toxinas que causan el TSS. Se desconoce la causa por la que dichos anticuerpos están presentes en sujetos que nunca han experimentado la enfermedad, probablemente sea debido a la naturaleza universal de estas bacterias y a la constitución de la flora bacteriana del cuerpo humano, que permite, a través de las pequeñas heridas, una inmunización natural a pequeña escala.

## Fisiopatología
Los organismos que causan el TSS producen una toxina que activa los linfocitos T del huésped en una manera anormal. Esta toxina tiene propiedades superantigénicas- puede unirse a las moléculas MHC tipo II y a la superficie lateral del receptor de linfocitos T sin procesamiento por células presentadoras de antígeno. Así activa una proporción de linfocitos T CD4+ mucho mayor que un antígeno convencional (2-20% de los linfocitos T), induciendo una expansión policlonal y la producción de una gran cantidad de citocinas. El nivel alto de efectores inflamatorios tales como IL-1, IL-2, y TNF-α aumenta la permeabilidad vascular. La disminución de volumen e hipotensión promueven el fallo orgánico múltiple y otros síntomas de la condición.

## Tratamiento
El tratamiento consiste en reanimación con fluidos intravenosos para contrarrestar la hipotensión y antibióticos para destruir los patógenos. También se puede administrar terapia de acuerdo con los síntomas, como la diálisis y los fármacos inotrópicos.